# バイタリス
バイタリス (Vitalis) は、1940年代にアメリカ合衆国で発売された男性用の液体整髪料のブランド。
日本では、1962年に発売され、それまでのポマード類に代わる液体整髪料として一世を風靡した。

## アメリカ合衆国
バイタリスは、アメリカ合衆国の製薬会社ブリストルマイヤーズ社（後のブリストル・マイヤーズ スクイブ）が開発し、1940年代に発売した。その独特の強烈な匂いは、医院のようだと評されていた。
バイタリスのブランドは、後に売却され、2000年代には、ヘレン・オブ・トロイ・リミテッドの所有となった。

## 日本
1962年、当時のライオン歯磨（後のライオン）が、ブリストルマイヤーズ社と技術提携して、バイタリスを日本で発売した。油で頭髪を固める従来の整髪料とは違ってベトつかず、アイビールックとともに流行した七三分けのアイビーカットに向いた整髪料として大ヒット商品となった。翌1963年には、資生堂も液体整髪料「MG5」を独自に開発して発売し、市場は急成長した。1967年にMG5が19品目23種類の男性化粧品ブランドとして全面展開されると、それに押されてバイタリスの人気は後退した。

## 大衆文化の中で
- ニッポン放送などで1966年から1982年まで放送されていたラジオ音楽番組『フォーク・ビレッジ』は、放送開始から1974年までバイタリスの単独提供であったことからタイトルを『バイタリス・フォーク・ビレッジ』とした。
- 横山剣が作詞作曲したクレイジーケンバンドの「葉山ツイスト」の歌詞には、バイタリスが歌いこまれている[7]。